# Heteronitis tridens
Heteronitis tridens  (лат.) — вид пластинчатоусых жуков из подсемейства скарабеин. Распространён от Сенегала до Нигерии и Камеруна. Населяют лесистые саванны. Специализируются на навозе крупного рогатого скота.